# Iseilema dolichotrichum
Iseilema dolichotrichum är en gräsart som beskrevs av Charles Edward Hubbard. Iseilema dolichotrichum ingår i släktet Iseilema och familjen gräs. Inga underarter finns listade i Catalogue of Life.